# Хардвик, Крис
Кри́стофер Ра́йан «Крис» Ха́рдвик (англ. Christopher Ryan "Chris" Hardwick, род. 23 ноября 1971, Луисвилл, Кентукки) — американский актёр, телеведущий, подкастер и стендап-комик. Наиболее известен как ведущий шоу «Talking Dead».

## Ранняя жизнь и образование
Кристофер Райан Хардвик родился 23 ноября 1971 года в Луисвилле, штат Кентукки в семье профессионального игрока в боулинг Билли Хардвика (1941—2013) и агента по недвижимости Шэрон Хиллс (урожд. Фаченте). Его дедом по отцовской линии был итало-американец, который открыл кегельбан, на котором встретились родители Криса. Хардвика воспитали в Католической вере его матери. Он вырос в Мемфисе, штат Теннесси, посещал школы Святого Бенедикта в Оберндейле, затем учился в Иезуитской школе «Регис» в Колорадо, а окончил он среднюю школу «Лойола».
Хардвик окончил Калифорнийский университет в Лос-Анджелесе, где он состоял в обществе Chi Phi в первый год обучения. Его соседом по комнате был Уил Уитон, с которым они познакомились на показе фильма «Арахнофобия» в Бербанке, штат Калифорния.

## Личная жизнь
Хардвик был ранее помолвлен с моделью и актрисой Джасиндой Барретт, был в отношениях с актрисой Джанет Вэрни с 2004 по 2011 год, а также встречался с моделью и актрисой Хлоей Дикстрой с конца 2011 года до июля 2014 года. 20 августа 2016 года Хардвик женился на модели, блогере и актрисе Лидии Хёрст, с которой встречался два года до брака. У супругов есть дочь Димити Фаченте Херст-Хардвик (род. 29 января 2022).
Хардвик говорит открыто о том, что в прошлом был алкоголиком и не употребляет спиртное с 8 октября 2003 года. В апреле 2015 года он сообщил, что страдает от аллергии на лук.

## Избранная фильмография

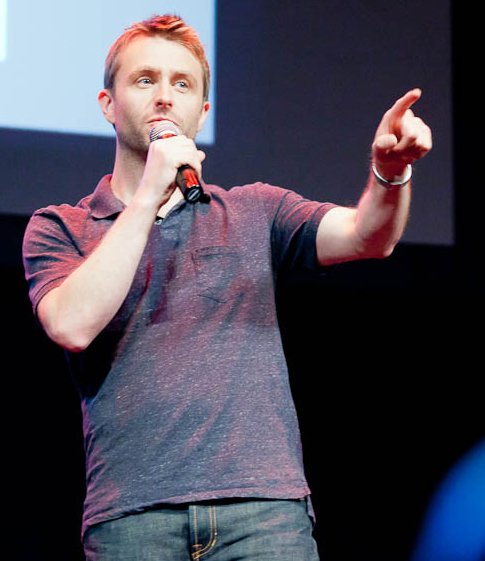
Крис Хардвик (июль 2011)

| Год       |    | Русское название                  | Оригинальное название                 | Роль                         |
| --------- | -- | --------------------------------- | ------------------------------------- | ---------------------------- |
| 1991      | с  | Тридцать-с-чем-то                 | Thirtysomething                       | молодой человек              |
| 1996      | с  | Женаты… с детьми                  | Married... with Children              | Дэн Инвуд                    |
| 2003      | ф  | Дом 1000 трупов                   | House of 1000 Corpses                 | Джерри Голдсмит              |
| 2003      | ф  | Терминатор 3: Восстание машин     | Terminator 3: Rise of the Machines    | инженер                      |
| 2005      | с  | Зоуи 101                          | Zoey 101                              | Горт Берман                  |
| 2006      | с  | C.S.I.: Место преступления        | CSI: Crime Scene Investigation        | Майки Шумейкер               |
| 2007—2008 | мс | Бэтмен                            | The Batman                            | Зелёная стрела / Оливер Куин |
| 2007—2011 | мс | Рога и копыта. Возвращение        | Back at the Barnyard                  | Отис                         |
| 2011—2012 | мс | Скуби-Ду: Мистическая корпорация  | Scooby-Doo! Mystery Incorporated      | разные персонажи             |
| 2009      | ф  | Хэллоуин 2                        | Halloween II                          | Дэвид Ньюман                 |
| 2010      | мф | LEGO Приключения Клатча Пауэрса   | Lego: The Adventures of Clutch Powers | Черепушка / Костяшка         |
| 2011      | ф  | Жутко громко и запредельно близко | Extremely Loud & Incredibly Close     | организатор распродажи       |
| 2012      | мс | Легенда о Корре                   | The Legend of Korra                   | Сокка                        |
| 2013      | с  | Высшая школа видеоигр             | Video Game High School                | диктор новостей              |
| 2013—2016 | мс | Санджей и Крейг                   | Sanjay and Craig                      | Крейг                        |
| 2015      | мс | Гриффины                          | Family Guy                            | Джонни Лоуренс               |
| 2017      | мф | Лего Фильм: Ниндзяго              | The Lego Ninjago Movie                | ди-джей на радио (голос)     |
| 2019      | с  | Ходячие мертвецы                  | The Walking Dead                      | зомби                        |